# Silene viscaria
Silene viscaria (смолянка липка як Viscaria vulgaris, віскарія звичайна) — вид рослин з родини гвоздикових (Caryophyllaceae), поширений у Європі, Туреччині й Західному Сибіру.

## Опис
Однорічна трав'яниста рослина 30–80 см заввишки. Надземні пагони численні, прості, голі, вгорі клейкі. Нижні листки в розетках, ланцетні, стеблові листки лінійні. Квітки в кільцях, зібраних у китиці. Чашечки голі, трубчасті, з 10 жилками, 10–12 мм завдовжки, з короткими тупуватими зубцями. Пелюстки червоні, рідше білі, їх пластинки цільні, іноді трохи виїмчасті, біля основи з придатками. Квіти: віночок ≈ 2 см шириною, пелюстків 5; чашечка 5-листочкова; тичинок 10. Плід — 5-клапанна, довга коробочка довжиною 6–9 мм.

## Поширення

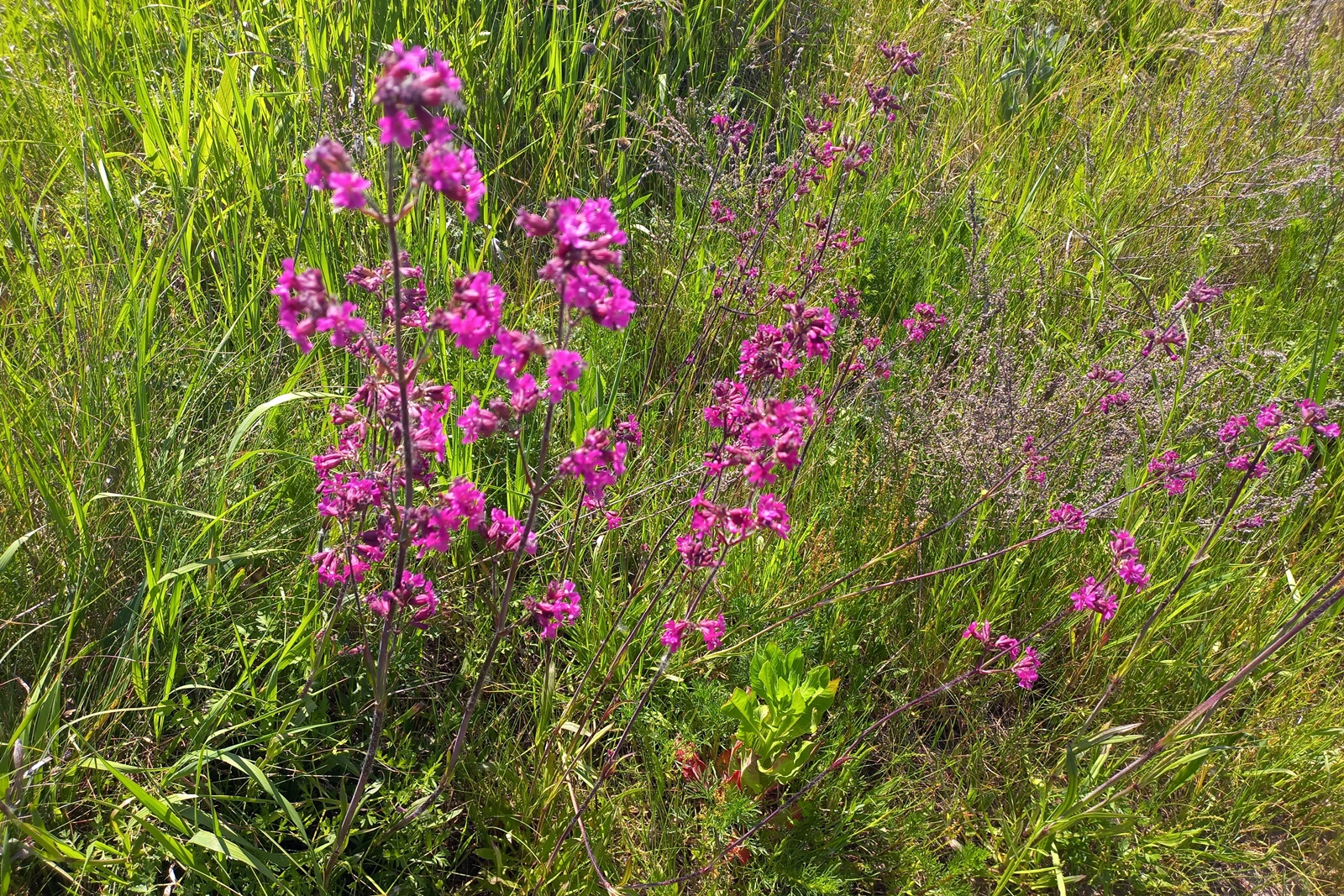
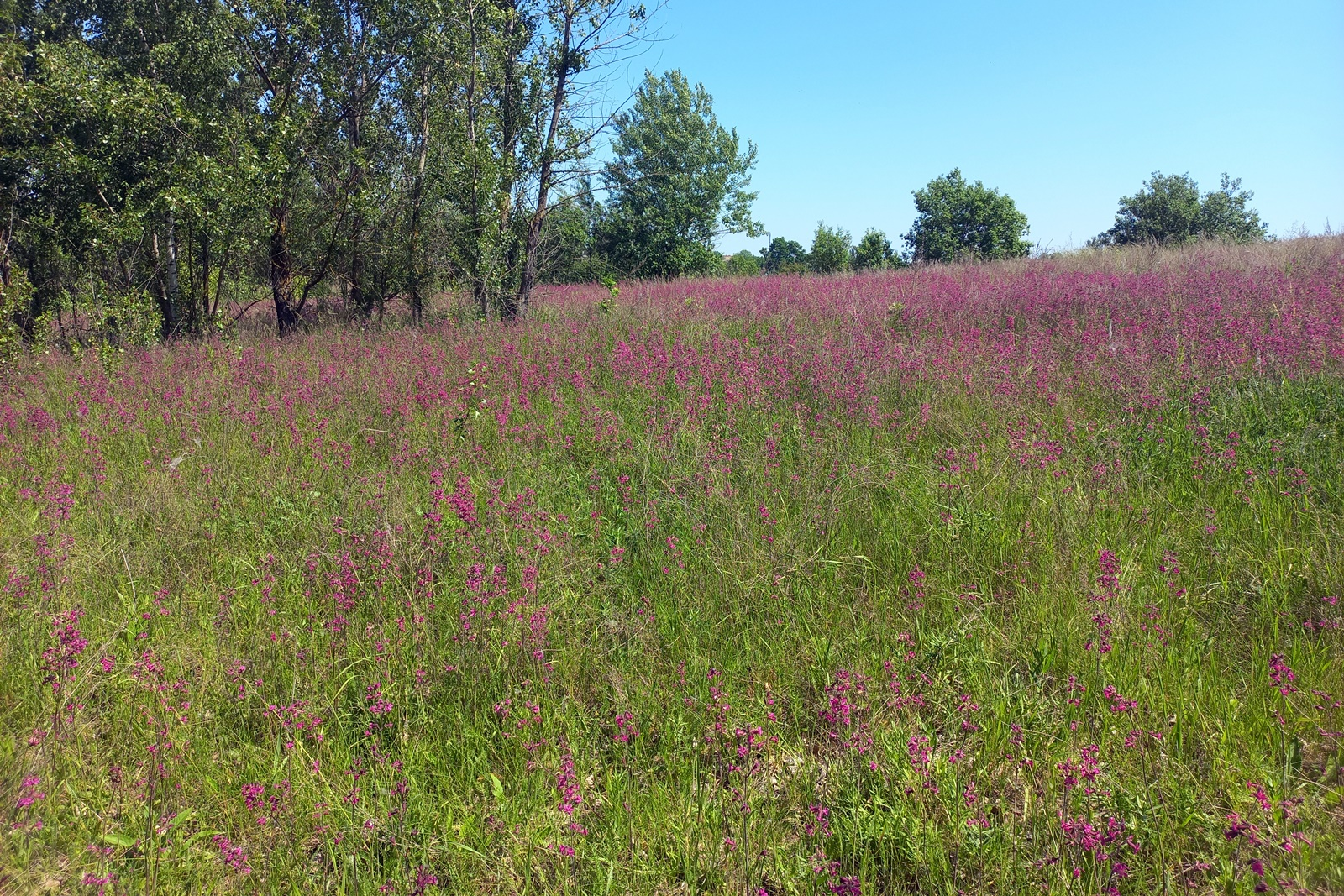

Вид поширений у Європі, Туреччині та в Західному Сибіру.
В Україні вид зростає на відкритих схилах, на узліссях лісів, засмічених луках — спорадично на більшій частині території, але в Криму, Карпатах та на півдні Степу — рідко.